# Landgraafschap Hessen-Homburg (1815-1866)
Het landgraafschap Hessen-Homburg (Duits: Landgrafschaft Hessen-Homburg) was een Duitse staat die bestond van 1815 tot 1866. In 1817 trad het land toe tot de Duitse Bond. Het land werd geregeerd door het Huis Hessen-Homburg, een jongere zijtak van het huis Huis Hessen-Darmstadt. De hoofdstad en het hof waren gevestigd in Bad Homburg vor der Höhe.
Het landgraafschap bestond uit twee van elkaar gescheiden landsdelen. De kern van het land lag rond Homburg aan de voet van de Taunus, ten noorden van Frankfurt am Main. Ten zuidwesten daarvan in lag het Oberamt Meisenheim, aan de rivier de Nahe. Meissenheim was meer dan twee keer zo groot als Homburg.
Tussen 1622 en 1806 was Hessen-Homburg een semi-zelfstandig gebied met beperkte rechten binnen Hessen-Darmstadt. Tijdens de napoleontische oorlogen werd het in 1806 volledig door Hessen-Darmstadt geïncorporeerd. Op het Congres van Wenen in 1815 werd Hessen-Homburg tot soevereine staat gemaakt en uitgebreid met Meissenheim. Twee jaar later werd het land als laatste Duitse staat lid van de Duitse Bond. In 1866 stierf het vorstenhuis uit en werd het land voor korte tijd in personele unie geregeerd werd met Hessen-Darmstadt. Na de Oostenrijks-Pruisische Oorlog in hetzelfde jaar moest Darmstadt het gebied afstaan aan Pruisen.

## Geschiedenis
Onder Frederik V werd Hessen-Homburg bij het tot stand komen van de Rijnbond in 1806 gemediatiseerd ten gunste van Hessen-Darmstadt. Als enige gemediatiseerde vorst werd op het Congres van Wenen in 1815 echter zijn soevereiniteit hersteld en werd zijn territorium zelfs uitgebreid met de heerlijkheid Meisenheim aan de linker Rijnoever. Hij trad op 7 juli 1817 toe tot de Duitse Bond en werd na zijn dood in 1820 opgevolgd door achtereenvolgens zijn vijf zoons.
De oudste zoon Frederik VI stierf in 1829, zodat zijn broer Lodewijk aan de macht kwam, op wie in 1839 de derde broer Filips volgde. Deze beloofde op 4 februari 1845 een constitutie die voorzag in een landdag in te voeren, maar stierf in 1846 voor hij dit voornemen tot uitvoer kon brengen kinderloos. Nu was het de beurt aan zijn broer Gustaaf, die in het revolutiejaar 1848 het bijeenroepen van een grondwetgevende landdag toestond.
Dit geschiedde pas onder zijn broer en opvolger Ferdinand, zodat uiteindelijk in 1850 de constitutie werd gepubliceerd. Ferdinand herriep in 1851 echter alle in 1848 gedane concessies en hief in 1852 de grondwet van 1850 weer op. Hij stierf in 1866 kinderloos, zodat Hessen-Homburg toekwam aan Lodewijk III van Hessen-Darmstadt, die het na de Pruisisch-Oostenrijkse Oorlog van datzelfde jaar echter moest afstaan aan Pruisen. Het district Homburg maakte hierna deel uit van de provincie Hessen-Nassau, Meisenheim van de Rijnprovincie.

## Landgraven van Hessen-Homburg
- 1815-1820: Frederik V Lodewijk
- 1820-1829: Frederik VI Jozef
- 1829-1839: Lodewijk Willem Frederik
- 1839-1846: Filips August Frederik
- 1846-1848: Gustaaf Adolf Frederik
- 1848-1866: Ferdinand Hendrik Frederik